# Secretar de stat al Statelor Unite ale Americii
Secretarul de Stat al Statelor Unite ale Americii (în engleză: United States Secretary of State,  abreviat informal SecState) este un oficial de rang înalt al Guvernului federal al Statelor Unite ale Americii, care conduce Departamentul de Stat, preocupat în special cu afacerile externe. Acesta este considerat a fi echivalentul guvernamental al Ministerului Afacerilor Externe al SUA.
Secretarul de Stat, numit de președinte cu consultarea și acordul Senatului, este membru al Cabinetului al Statelor Unite ale Americii și al Consiliului Securității Naționale.
Secretarul de Stat este considerat, alături de secretarul Trezoreriei , secretarul Apărării și procurorul general, unul dintre cei mai importanți membri ai Cabinetului datorită importanței departamentelor respective. Secretarul de Stat al SUA este a doua persoană în rang din Cabinetul președintelui, după vicepreședintele Statelor Unite. El este remunerat cu un salariu prescris prin lege pentru acest nivel.
Actualul secretar de stat al Statelor Unite ale Americii este Marco Rubio, fiind al 72-lea deținător al funcției de la crearea ei în 1789.